# Ša'arej Tikva
Ša'arej Tikva (hebrejsky שַׁעֲרֵי תִּקְוָה, doslova „Brány naděje“, v oficiálním přepisu do angličtiny Sha'are Tiqwa, přepisováno též Sha'arei Tikva nebo Shaare Tikvah) je izraelská osada a vesnice typu společná osada (jišuv kehilati) na Západním břehu Jordánu, v distriktu Judea a Samaří a v Oblastní radě Šomron (Samařsko).

## Geografie
Nachází se na v nadmořské výšce 185 metrů na západním okraji Samařska, v místech kde hornatina Samařska přechází v pahorky na pomezí Šaronské planiny. Ša'arej Tikva leží cca 8 kilometrů jihovýchodně od města Kalkílija, cca 15 kilometrů západně od města Ariel, cca 42 kilometrů severozápadně od historického jádra Jeruzalému a cca 25 kilometrů severovýchodně od centra Tel Avivu.
Osada je na dopravní síť Západního břehu Jordánu napojena pomocí takzvané Transsamařské dálnice, která probíhá cca 2 kilometry jižně od Ša'arej Tikva a která zajišťuje spojení jak s vnitrozemím Západního břehu Jordánu a s městem Ariel, tak s aglomerací Tel Avivu.
Ša'arej Tikva leží v kompaktním bloku izraelských vesnic na západním okraji okupovaného Západního břehu Jordánu, jen cca 3 kilometry od Zelené linie, která odděluje území Izraele v mezinárodně uznávaných hranicích. Součástí tohoto bloku jsou ještě obce Elkana a Ec Efrajim. Západně leží ještě izraelská osada Oranit, která je ale od ostatních oddělena palestinskou vesnicí Azzun Atma.

## Dějiny
Obec Ša'arej Tikva vznikla v roce 1983. První obyvatelé se sem nastěhovali v roce 1985. Od počátku mělo jít o sídlo městského rezidenčního charakteru. Původně měla být nová obec na návrh vlády pojmenována Toafot. Později na návrh místního obyvatele jméno změněno do současné podoby. V počáteční fázi osidlování, před výstavbou Transsamařské dálnice, vedl jediný přístup do obce skrz izraelské město obývané izraelskými Araby Kafr Kasim. V současnosti funguje v osadě zdravotní středisko, sportovní areál, knihovna a obchodní centrum.
Obec sestává z několika čtvrtí. Kromě vlastní Ša'arej Tikva je to Nof Harim na severovýchodní straně obce. Počátkem 21. století byla Ša'arej Tikva společně se sousedními izraelskými osadami zahrnuta do Izraelské bezpečnostní bariéry. Trasa bariéry ovšem na izraelskou stranu zahrnula i palestinskou vesnici Azzun Atma. Ta byla proto dodatečně obklopena samostatným bezpečnostním plotem a na severu propojena s okolními arabskými vesnicemi. Průchod skrz kontrolní stanoviště je ale střežen izraelskou armádou a tato situace, kdy se vesnice Azzun Atma stala faktickou enklávou izolovanou od okolních arabských sídel, je terčem kritiky. Blok osad okolo Ša'arej Tikva si Izrael hodlá ponechat i po případné mírové dohodě s Palestinci. V květnu 2008 Ehud Barak schválil výstavbu dalších 32 bytových jednotek v nové čtvrti obce Ša'arej Tikva.
V roce 2008 izraelské ministerstvo vnitra navrhlo sloučit osady Ec Efrajim, Elkana, Ša'arej Tikva a Oranit do jednoho města, které by se administrativně vydělilo z Oblastní rady Šomron a mělo by téměř 15 000 obyvatel.

## Demografie
Obyvatelstvo Ša'arej Tikva je složeno z 60 % nábožensky založených a 40 % sekulárních Izraelců. Podle údajů z roku 2009 tvořili naprostou většinu obyvatel Židé - cca 4400 osob (včetně statistické kategorie "ostatní", která zahrnuje nearabské obyvatele židovského původu ale bez formální příslušnosti k židovskému náboženství, cca 4500 osob).
Formálně jde sice o sídlo vesnického typu (bez statutu místní rady ani města), ve své kategorii ovšem jde o poměrně lidnatou rezidenční obec městského typu, s dlouhodobě rostoucí populací. K 31. prosinci 2014 zde žilo 5500 lidí.
| Rok            | 1983 | 1985 | 1986 | 1987 | 1988 | 1989 | 1990  | 1991  | 1992  | 1993  | 1994  | 1995  | 1996  | 1997  | 1998  | 1999  | 2000  |
| -------------- | ---- | ---- | ---- | ---- | ---- | ---- | ----- | ----- | ----- | ----- | ----- | ----- | ----- | ----- | ----- | ----- | ----- |
| Počet obyvatel | 7    | 228  | 371  | 562  | 725  | 905  | 1 160 | 1 390 | 1 610 | 1 810 | 2 010 | 2 260 | 2 430 | 2 740 | 3 030 | 3 220 | 3 380 |

| Rok            | 2001  | 2002  | 2003  | 2004  | 2005  | 2006  | 2007  | 2008  | 2009  | 2010  | 2011  | 2012  | 2013  | 2014  |
| -------------- | ----- | ----- | ----- | ----- | ----- | ----- | ----- | ----- | ----- | ----- | ----- | ----- | ----- | ----- |
| Počet obyvatel | 3 510 | 3 650 | 3 692 | 3 685 | 3 709 | 3 773 | 3 931 | 4 084 | 4 493 | 4 600 | 4 900 | 5 100 | 5 300 | 5 500 |

údaje od roku 2010 zaokrouhleny na stovky